# Анорак

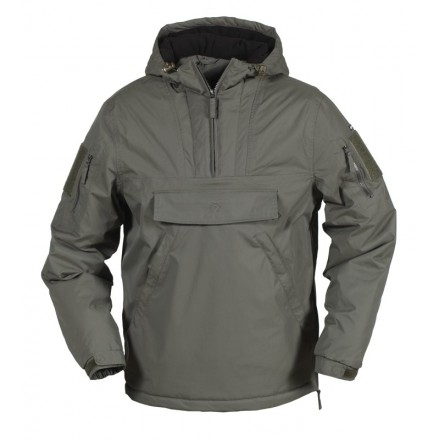
Пример современного анорака

Анора́к — род лёгкой ветрозащитной куртки из плотной ткани с капюшоном, надеваемой через голову и не имеющей обычного разреза с застёжкой спереди.
Анорак является важнейшей частью альпинистского и туристского снаряжения. Отличительной чертой анорака, в сравнении с различными другими видами лёгких курток, является наличие большого грудного кармана-кенгуру и отсутствие боковых карманов, которые при ношении рюкзака невозможно использовать, так как они перекрыты поясом. Рукава анорака имеют манжеты с резинкой для того, чтобы внутрь рукава не проникали ветер, снег. С той же целью имеется утяжка на капюшоне и по низу анорака.
Название происходит от инуитского (эскимосского) слова, обозначавшего схожую по покрою одежду. Инуиты делали анораки из плотных водонепроницаемых материалов (кожа морских животных, рыб), но сейчас столь плотные анораки — скорее редкость.
К началу XXI века анорак прочно вошёл в обиход в западных странах и используется практически везде. Существуют самые различные виды анораков: военные модели камуфляжной раскраски, которые также пользуются спросом у охотников. По-прежнему эти куртки популярны среди альпинистов, спортсменов и любителей активного отдыха, такого как спортивный туризм.